# Ležimir
Ležimir (en serbe cyrillique : Лежимир) est un village de Serbie situé dans la province autonome de Voïvodine et sur le territoire de la ville de Sremska Mitrovica, district de  Syrmie (Srem). Au recensement de 2011, il comptait 699 habitants.
Ležimir est une communauté locale, c'est-à-dire une subdivision administrative, de la Ville de Sremska Mitrovica. Sur le territoire du village se trouve le monastère de Petkovica, l'un des 16 monastères de la Fruška gora.

## Géographie

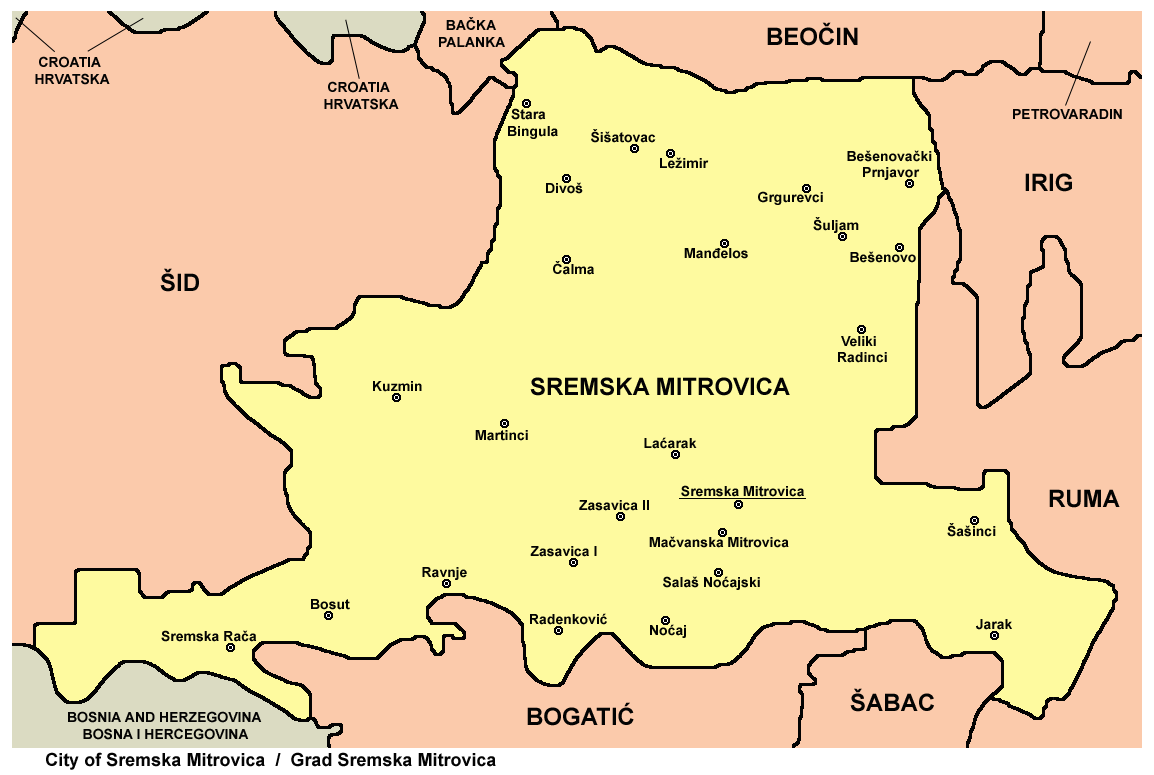
Localisation de Ležimir dans la ville de Sremska Mitrovica

Ležimir se trouve dans la région de Syrmie, sur les pentes méridionales de la Fruška gora. Le village est situé sur la route régionale R-116 qui traverse le massif du nord au sud.

## Histoire

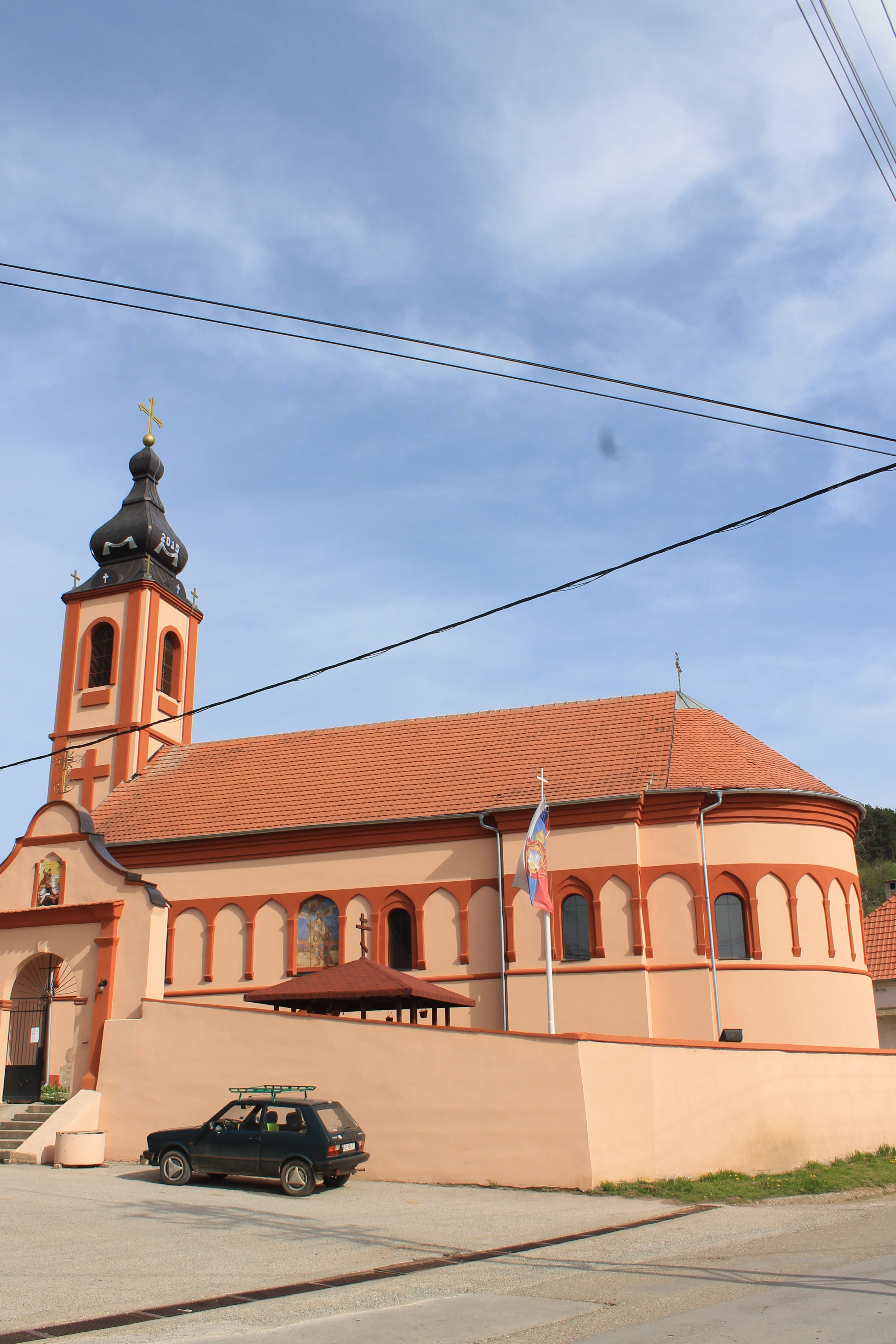
L'église Saint-Georges de Ležimir

## Démographie

### Évolution historique de la population
| 1948  | 1953  | 1961  | 1971  | 1981  | 1991 | 2002 | 2011 |
| ----- | ----- | ----- | ----- | ----- | ---- | ---- | ---- |
| 1 141 | 1 152 | 1 128 | 1 127 | 1 006 | 913  | 947  | 699  |

|  |

### Données de 2002
Pyramide des âges (2002)
En 2002, l'âge moyen de la population était de 41,4 ans pour les hommes et 44,2 ans pour les femmes.
Répartition de la population par nationalités (2002)
En 2002, les Serbes représentaient 98 % de la population.

### Données de 2011
En 2011, l'âge moyen de la population était de 48,4 ans, 47,1 ans pour les hommes et 49,7 ans pour les femmes.

## Tourisme
Sur le territoire du village se trouve le monastère de Petkovica ; selon la tradition, il a été fondé par Jelena, la veuve du despote serbe Stefan Štiljanović ; les archives attestent de son existence en 1566-1567 ; il est aujourd'hui inscrit sur la liste des monuments culturels d'importance exceptionnelle de la république de Serbie.

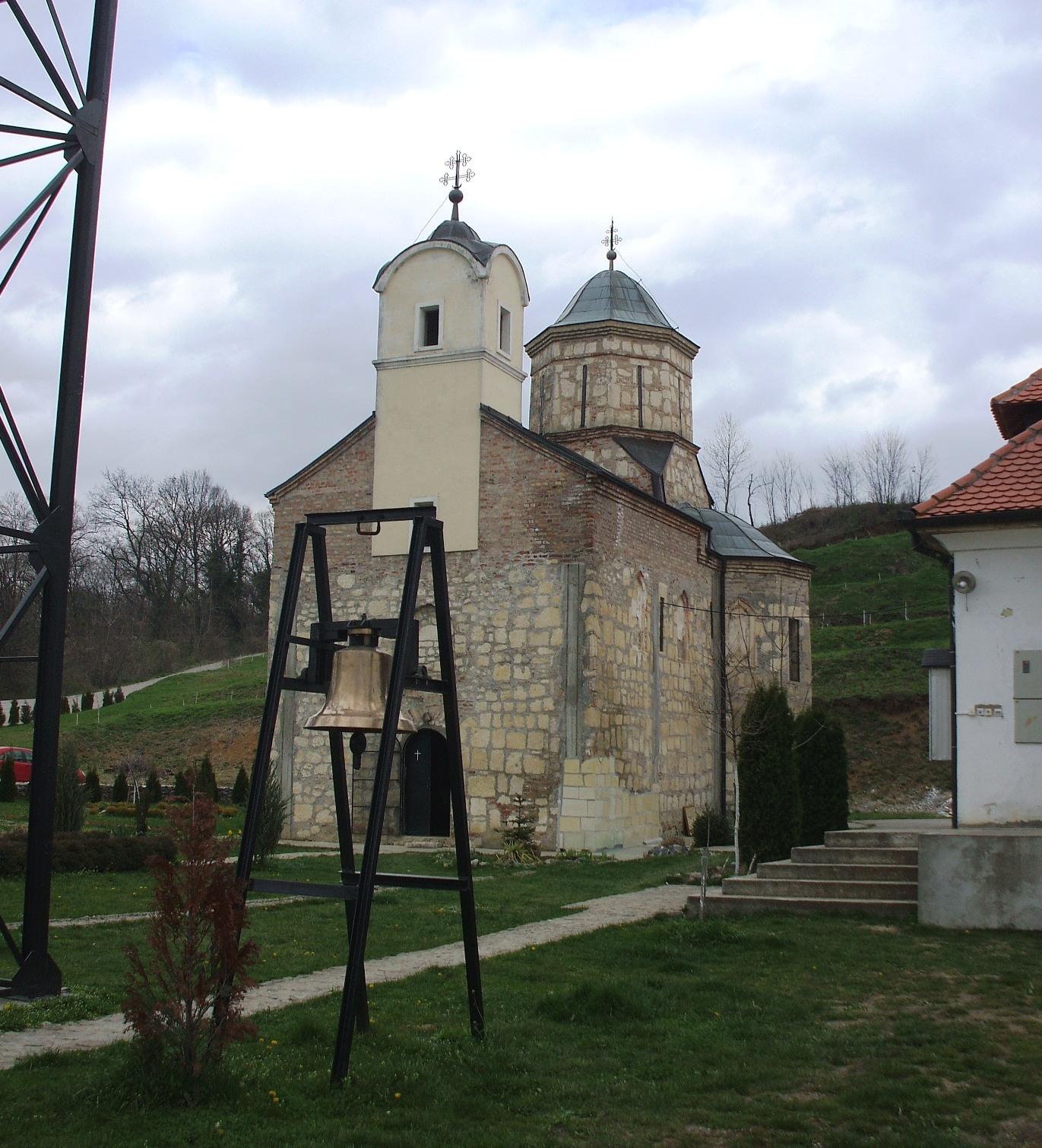
Le monastère de Petkovica

En plus du monastère, Ležimir abrite deux monuments culturels « de grande importance » : l'église Saint-Georges, qui remonte à la seconde moitié du XVIIIe siècle, et une maison rurale qui date de la fin du même siècle.

## Personnalités
- Gligorije Vozarović (1790-1848), qui a été le premier libraire et le premier éditeur serbe, est né dans le village.
- Simeon Stanković (1886-1860), qui a été évêque de l'éparchie de Hum-Herzégovine puis de l'éparchie de Šabac-Valjevo, est né dans le village[10].